# Fejervarya kirtisinghei
Fejervarya kirtisinghei é uma espécie de anfíbio da família Ranidae.
É endémica do Sri Lanka.
Os seus habitats naturais são: florestas subtropicais ou tropicais húmidas de baixa altitude, regiões subtropicais ou tropicais húmidas de alta altitude, savanas húmidas, campos de gramíneas subtropicais ou tropicais secos de baixa altitude, campos de gramíneas de baixa altitude subtropicais ou tropicais sazonalmente húmidos ou inundados, rios, pântanos, marismas de água doce, marismas intermitentes de água doce, plantações  e jardins rurais.